# 麥特·里德
麥特·里德（Matt Reid，1990年7月17日—），出生于悉尼，是一位澳洲職業網球運動員，他于2007年转为职业选手。他的职业生涯最高ATP单打世界排名是第183名（2014年2月3日），最高ATP双打排名则为第60名（2017年9月11日）。

## 外部連結
- 麥特·里德（英文/西班牙文）的官方資料
- 麥特·里德的國際網球總會 職業／青少年 官方資料（英文）
- 麥特·里德的官方資料（英文）
- Matt Reid – Player Profiles - Players and Rankings - News and Events - Tennis Australia （页面存档备份，存于） （英文）